# Le Lit à la française
Le Lit à la française (en néerlandais : Ledikant) est une gravure à l'eau-forte et pointe sèche réalisée par Rembrandt en 1646.
Le sujet, un couple faisant passionnément l'amour dans un lit sans passer par l'allégorie mythologique, a probablement choqué ses contemporains, ce qui aurait poussé Rembrandt à couper la partie de la plaque contenant sa signature, et aurait eu pour conséquence de raréfier les épreuves ayant été produites ou ayant survécu.

## Description
Le titre original, Ledikant signifie « lit de parade » ; c'est Edme-François Gersaint (1694-1750) dans le Catalogue raisonné de toutes les pièces qui forment l’œuvre de Rembrandt (1751), qui donne le nom sous lequel on connaît cette estampe aujourd'hui : Le Lit à la française.
Rangée dans la catégorie des « sujets libres »,, elle représente un couple faisant l'amour dans un lit surplombé de grands rideaux. Sur l'une des demi-colonnes qui soutiennent le lit, l'homme a laissé sa toque à plume, qui définit son propriétaire comme un séducteur. Sur la table de chevet, une assiette et un verre vides trahissent un festin inaugural.
La chambre vide indique qu'il ne s'agit probablement pas de celle d'un ménage. Mais l'artiste ne porte aucun jugement, son sujet étant le plaisir que prend la femme et la position compliquée des deux corps.
Il n'est pas impossible qu'avec le Lit à la française, Rembrandt ait cherché à répondre à l'expression d'une luxure classiciste et peu distinguée, en réutilisant les gymnastes athlétiques de l'école romaine par une mise en scène bien plus proche de la réalité. Cela est typique de l'approche artistique de Rembrandt : il cherche souvent à détourner des sujets ayant une certaine tradition artistique. Les ingrédients visuels des estampes de Raimondi et de Rembrandt sont d'ailleurs très similaires.
Un très grand nombre d'images présente une atmosphère sensuelle qui précède le moment que Rembrandt a dépeint avec tant d'immédiateté. La plupart sont des estampes montrant les Enfants de Venus ; des représentations allégoriques du Toucher dans des séries abordant le thème des sens ; la Nuit dans les différentes phases d'une journée ; la Luxure dans les séries de personnification des sept péchés capitaux ; les conséquences de l'abus d'alcool ; des scènes bibliques osées ; ou des compositions contenant un discret petit détail piquant en arrière-plan. Certaines d'entre elles, comme les représentations de la Nuit de Crispijn de Passe, contiennent tous les éléments que l'on trouve dans Le lit à la française,. Une femme - une prostituée, à en juger par sa coiffure - invite un homme qui s'attarde devant un verre, la tête reposant sur une main, à l'accompagner au lit, dans un coin de la salle. Elle lui a déjà chipé son chapeau à plume. Le fait qu'ils profitent de leur intimité dans un « lit à la française » - le nom donné, au XVIIe siècle, aux lits à rideaux - aurait donné le nom euphémistique de l'estampe de Rembrandt, bien qu'il soit impossible d'en être sûr.

## Contexte
Selon ce que l'on sait de la morale du XVIIe siècle — très fermée concernant la sexualité et l'érotisme —, il est surprenant de voir des œuvres d'art « risquées » circuler. Ledikant a dû être une image complètement nouvelle pour les contemporains de Rembrandt : elle ne suit ni la tradition mythologique, ni la tradition nord-européenne. L'acte sexuel n'est pas mis au second plan derrière des thèmes antiques ; il n'y a ici pas de dieu déguisé, pas de femme nue idéalisée, pas de décor abstrait ou antique. Tout ce que l'on voit, c'est un garçon, une fille et un lit dans un décor domestique. La composition ne peut pas non plus être catégorisée dans le genre du bordeeltjes (scène de bordel), qui étaient populaires en Hollande depuis le XVIe siècle. Les bordeeltjes reflètent une atmosphère louche et semi-publique. Elles mêlent traditionnellement les personnages à la nourriture, la boisson et la danse.
En 1647, un an après que cette gravure a été achevée, quelqu'un à Anvers a décidé de faire main basse sur de nombreuses estampes de sujets érotiques qu'il trouvait en ville. Un groupe de vingt-deux artistes, dont Jacob Jordaens, Jan Bruegel et Jan de Heem, ont témoigné que des « volumes d'estampes montrant des dieux en train de forniquer de Carracci, Rosso et de Jode sont vendues et échangées tous les jours, et ces recueils d'image sont habituellement achetés par des amants de l'estampe ; en effet, de tels recueils d’œuvres de Raphaël d'Urbino sont également vendus et échangés, de même que de nouveaux, faits à Paris par Peter van Mol, qui sont encore plus scandaleux ». Arnold Houbraken, suivant Florent Le Comte, décrit beaucoup de ces images comme geiil en onbeschoft (lascives et vulgaires),.

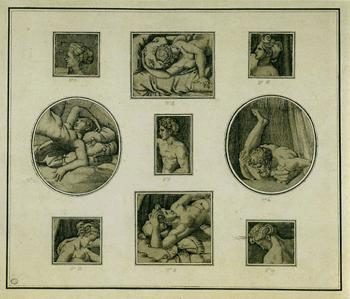
Des fragments Survivant de la deuxième édition dI Modi de Marcantonio Raimondi (1524).

La collection d'estampes de Rembrandt inclut un recueil d'images de scènes érotiques (Boelering) de Raphaël, Rosso, Annibale Carracci et Giulio Bonasone. Boelering signifie à l'origine « faire l'amour » sans connotations négatives, mais au XVIIe siècle, c'était mis en rapport aux lois entre les hommes et les femmes. Plusieurs des estampes de l'album de Rembrandt qui ont été mentionnées dans le témoignage d'Anvers sont connues. Certaines sont très explicites, comme I Modi de Marcantonio Raimondi (1524). Le Pape avait d'ailleurs interdit cette série, et elle avait été retirée de la circulation, mais elle a survécu grâce aux reproductions, en particulier les bois de Pietro Aretino, qui sont accompagnés de sonnets salaces,,,.

## Analyse

### Analyse thématique
Cette estampe s'inscrit à la suite d'une étude, dans les années 1640-1650, « très approfondie et très intime du paysage », grâce à sa faculté à aller voir lui-même ses sujets et à sentir la qualité atmosphérique du paysage. On peut dès lors apprécier dans le reste de tout son œuvre qui va suivre le clair-obscur plus doux et une meilleure intégration du sujet dans son environnement. Il s'intéresse aussi aux « sujets libres », avec l'idylle pastorale et à l'érotisme pur, avec un couple dans une attitude très sensuelle, avec Le Lit à la française, mais délaisse le portrait de commande, exception faite de ses clients bourgeois. Ses œuvres de ce genre bénéficient cependant de compositions beaucoup plus réfléchies et monumentales, délaissant les effets en trompe-l'œil, et ce aussi bien pour ses portraits peints que gravés.
Les sujets frivoles étaient très prisés par ses compatriotes contemporains, la plupart venant d'Italie. Rembrandt possédait d'ailleurs des estampes érotiques de Raphaël, Rosso Fiorentino, Agostino Carracci (en réalité une série de gravures par Jacques Joseph Coiny d'après la série de tableaux de Carracci intitulée Lascivie (ca. 1590-1595)) et Giulio Bonasone. Il devait également connaître les Postures (ou I Modi, 1524) de Marcantonio Raimondi. Mais Rembrandt se distingue en ceci qu'il n'utilise pas des dieux, des nymphes ou des satyres pour transposer la réalité : il réalise une scène galante contemporaine, ce qui devait être choquant pour le public.
Du fait du grand nombre de contextes thématiques contenant des représentations de la luxure au XVIIe siècle, il est compréhensible que certains écrivains aient essayé d'interpréter l'image comme une allusion au Fils prodigue dans un bordel. Que Rembrandt ait essayé de représenter ce moment ne peut être prouvé, mais certaines interprétations de l'histoire montrent une scène très similaire quoiqu'en arrière-plan. Aux XVIe et XVIIe siècles, des efforts étaient faits pour améliorer l'actualisation des paraboles, en habillant les protagonistes d'un accoutrement contemporain, et en 1630, une pièce de théâtre intitulée Le Fils Prodigue des temps modernes. Un attribut commun à la plupart des compositions sur ce thème est le beret affublé d'une plume ; c'est un accessoire ambigu que Rembrandt n'aurait certainement pas posé si ostensiblement sur le pied du lit sans bonne raison,.
Le débat sur le rôle et le lieu appropriés de la sexualité fut déclenché par la Réforme et la plaidoirie de Martin Luther pour le mariage, et fut plus tard intensifié par la Contre-Réforme. Ledikant est une déclaration visuelle contribuant à la discussion : l'estampe affirme clairement que le lieu de la sexualité demeure dans un environnement privé. Du fait de la mise en scène esthétique, l'action conserve une atmosphère érotique tout en évitant toute association avec le « devoir conjugal ». L'homme et la femme sont présentés de façon égale dans l'image ; ce n'est ni une scène de séduction ni un viol. Que l'homme soit un membre du foyer ou un visiteur illégitime — comme le chapeau présenté sur la colonne de lit et la porte légèrement entrouverte le suggèrent — demeure incertain.

### Analyse technique
En incluant de petites touches, comme dessinées, à la pointe sèche, Rembrandt a mis beaucoup de soin dans le beret et le cuir. L'effet velouté de cette technique domine dans l'estampe, ce qui la rend extrêmement rare. Lors d'états intermédiaires, une bande non travaillée d'environ 2,5 cm demeurait sur les bords de la plaque. Quand Rembrandt la coupe, il donne plus d'importance à l'observation des détails. Après la mort de Rembrandt, la plaque a déjà trop subi d'altérations pour produire une impression suffisamment claire, et une bande de 5 cm est coupée à gauche de la composition, supprimant l'entrée de la pièce qui lui donnait une ambiance de palace.
La position compliquée de son sujet semble avoir posé des problèmes à Rembrandt. En effet, on peut voir que le bras gauche de l'homme et la jambe gauche de la femme ont été retravaillés à plusieurs reprises, et même que la femme a deux bras gauches — Gersaint compte pour sa part quatre bras — : l'un posé sur le lit, l'autre accroché à la hanche de son partenaire. Le fait que Rembrandt ait laissé sa composition ainsi permet de se demander si c'est un oubli ou s'il a cherché à exprimer la passion de la femme, à suggérer les variations de mouvements, davantage suggestives. Gersaint suppose que Rembrandt les a d'abord représentés allongés, puis qu'il a changé la position sans corriger le premier dessin. Il a qualifié le sujet d'« indécent », et suggère que Rembrandt aurait été pris de remords et aurait coupé la plaque (cinquième état) pour la rendre anonyme (ce qui explique aussi les multiples retouches). On sait qu'elle est rare (Gersaint dit qu'« elle est de la plus grande rareté »), et ce pourrait être à cause du sujet.

Différents états du Lit à la française
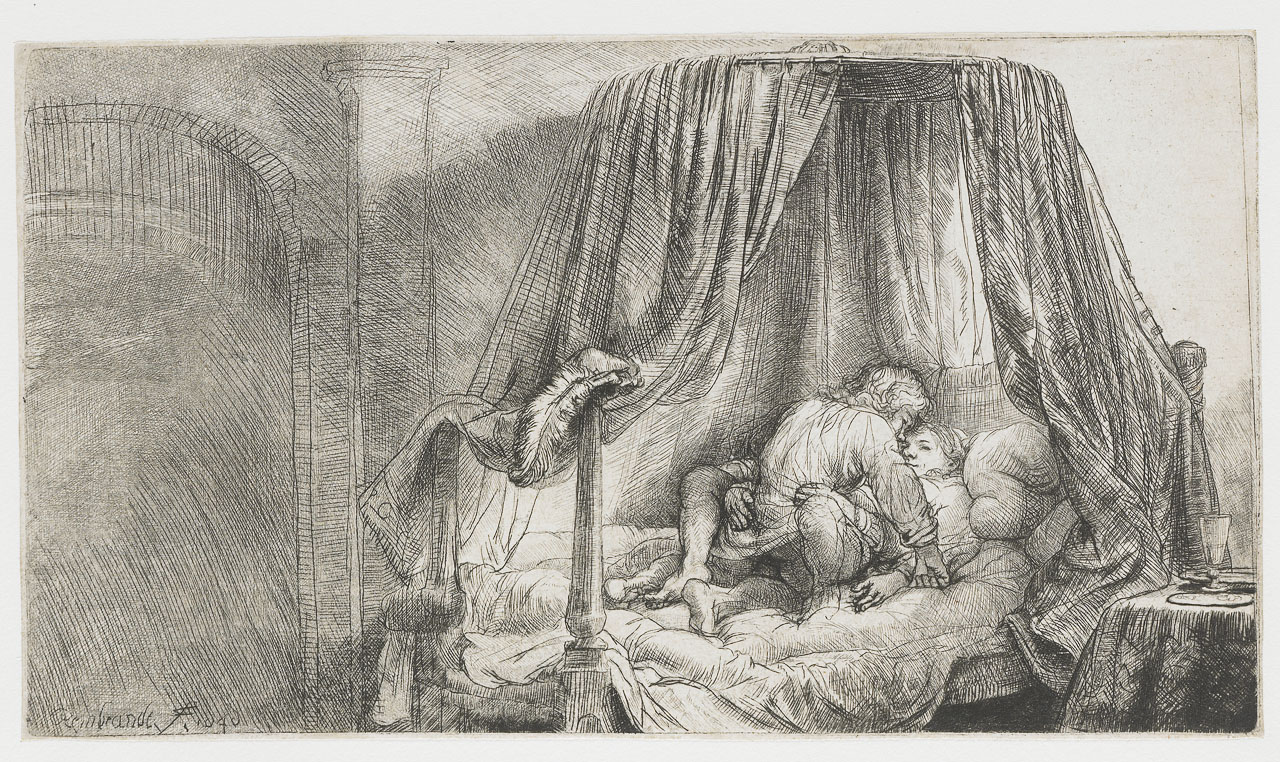
Deuxième état (Rijksmuseum Amsterdam)
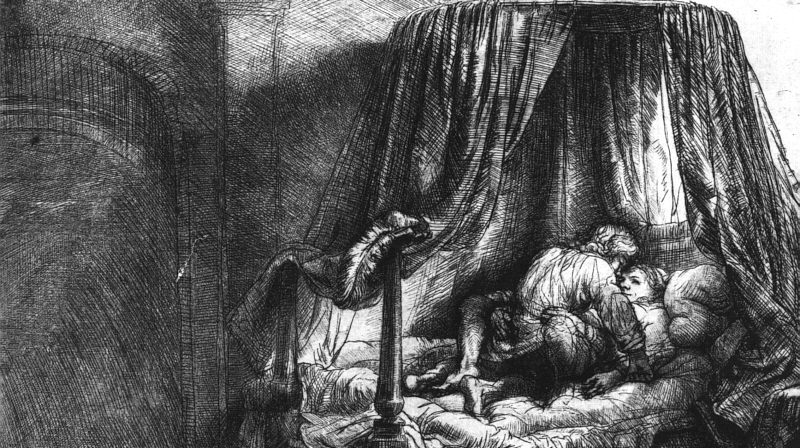
Quatrième état (BnF)
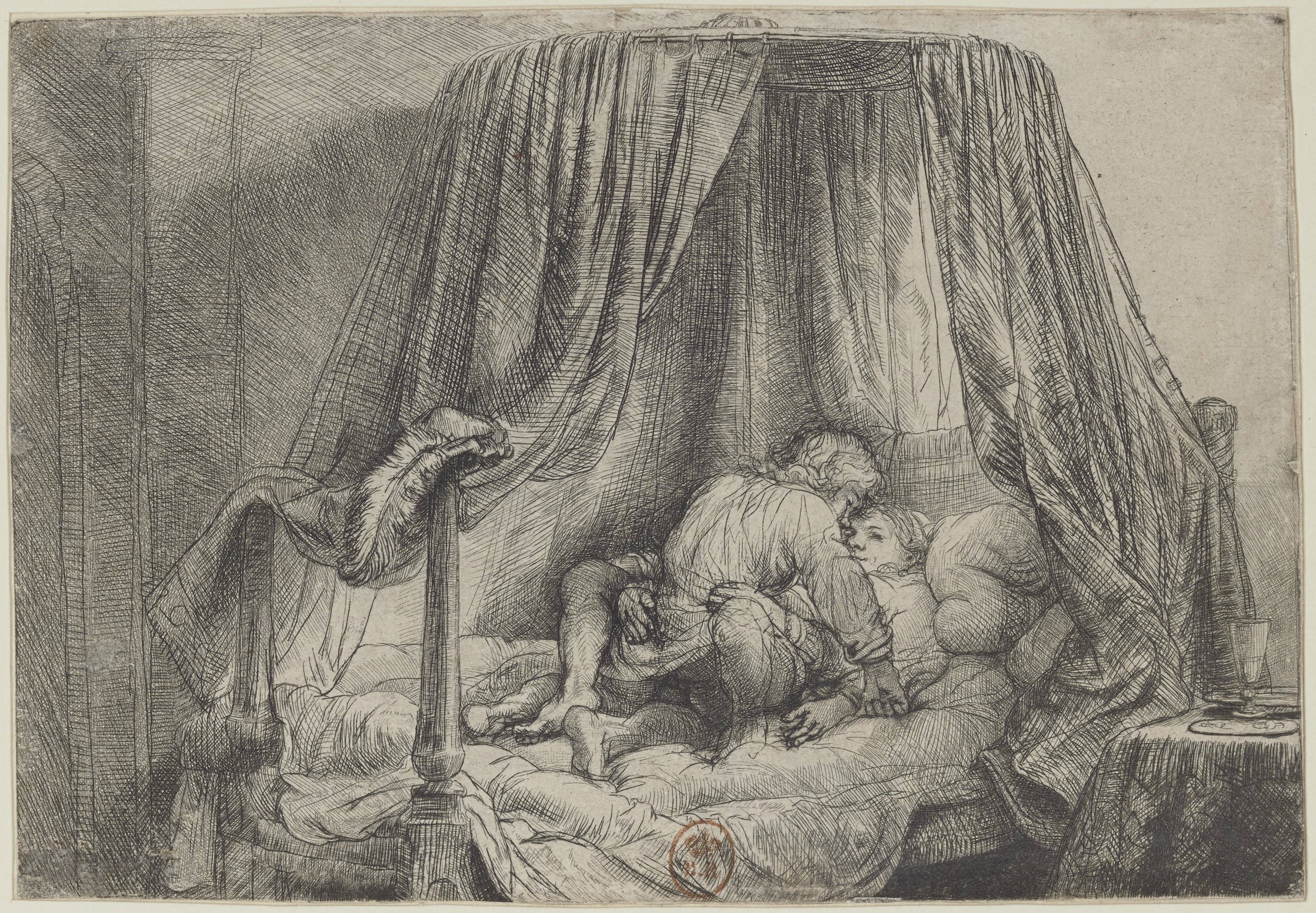
Cinquième état (BnF)

L'œuvre a d'abord été réalisée à l'eau-forte, mais Rembrandt a utilisé la pointe sèche et le burin pour modifier la tonalité de sa composition au fur et à mesure des cinq états qui lui ont été nécessaires. On peut observer la différence entre les premiers états et les derniers, avec notamment des courtines moins travaillées au début, ce qui offrait moins de contraste. Le cinquième état est amputé de la partie à gauche du lit, qui contient la signature : c'est la partie qu'aurait voulu autocensurer Rembrandt, selon Gersaint.
Rembrandt privilégie l'intimité du couple grâce à un jeu d'ombre et de lumière : une douce lumière atténuée par des traits à la pointe sèche enveloppe le lit qui est couvert de lourdes courtines sombres. La plume, les coussins, le matelas ajoutent à la sensualité. Le reste de la pièce est vide, à l'exception de la table de nuit, et la réduction de la partie vide dans le cinquième état permet de concentrer l'attention sur la scène pour en intensifier l'intimité et la sensualité.